# Brignolia bowleri
Brignolia bowleri е вид паяк от семейство Oonopidae. Видът е почти застрашен от изчезване.

## Разпространение и местообитание
Разпространен е в Сейшели.
Обитава гористи местности, крайбрежия и плажове.